# 위한차오
위한차오(중국어 간체자: 于汉超, 1987년 2월 25일 ~ )는 중국의 축구 선수이다. 포지션은 윙어이다. 현재 상하이 선화 소속이다.

## 클럽 경력
위한차오는 2005년 5월 22일 상하이 COSCO와의 경기에서 프로 데뷔전을 치렀다. 11월 5일 산둥 루넝과의 경기에서 프로 데뷔골을 기록했다. 2005년 데뷔 시즌 17경기 출전 1골을 기록했다. 2006년에는 13경기에 출전했다. 2008 시즌 이후 위한차오는 팀의 주전 멤버로 올라섰으며 이 시즌 26경기를 출전했다. 하지만 이 시즌에서 소속팀인 랴오닝 훙윈은 중국 갑급리그로 강등되었다. 팀이 강등이 된 이후에도 팀에 남았으며 2009 시즌에 22경기 5골을 기록하면서 팀의 갑급리그 우승에 기여했다.
2013 시즌을 앞두고 역대 중국 선수 최고 이적료로 중국 슈퍼리그의 다롄 아얼빈으로 이적했다. 위한차오는 다롄으로 이적한 첫 시즌인 2013 시즌 22경기 3골을 기록했다. 2014 시즌 전반기에 위한차오는 14경기 5골이라는 좋은 경기력을 보여주었으며 2014 시즌 여름 이적시장에서 팀 동료인 리쉐펑과 함께 광저우 헝다 타오바오로 이적했다.
2014년 7월 10일 상하이 뤼디 선화와의 경기에서 광저우 데뷔전을 치렀다.
2020년 4월 14일, 위한차오는 차량번호판을 바꾸어 다는 불법 행위를 저질렀다는 사실이 적발되었다. 이를 이유로 광저우와의 계약이 해지되었다.
2020시즌을 앞두고 상하이 선화에 입단했다.

## 국가대표팀 경력
2009년 5월 29일 독일과의 친선경기에서 국가대표팀 데뷔전을 가졌다. 2010년 6월 26일 타지키스탄과의 친선 경기에서 멀티골을 기록했다.
2015년 AFC 아시안컵에 참가하는 중국 축구 국가대표팀 최종 명단에 포함되었다.

## 수상

### 팀
- 중국 갑급리그 우승: 2009
- 중국 슈퍼리그 우승: 2014, 2015, 2016, 2017
- AFC 챔피언스리그 우승: 2015
- 중국 FA컵 우승: 2016
- 중국 FA 슈퍼컵 우승: 2016, 2017, 2018

### 개인
- 중국 슈퍼리그 도메스틱 골든 부츠: 2011
- 중국 슈퍼리그 올해의 팀: 2012